# Himantia nitens
Himantia nitens är en svampart som beskrevs av Pers. 1822. Himantia nitens ingår i släktet Himantia, divisionen sporsäcksvampar och riket svampar.   Inga underarter finns listade i Catalogue of Life.